# Girolamo Pamphilj
Girolamo Pamphilj, auch Pamphili oder Pamfili (* 1544 in Rom; † 11. August 1610 ebenda) war ein Kardinal der Römischen Kirche. Er entstammte der italienischen Adelsfamilie Pamphilj, die eng mit der römischen Kurie verbunden war.

## Leben
Sein Vater war Pamphilio Pamphilj, der mit Orazia Mattei verheiratet war. Zu seinen engsten Freunden zählte Filippo Neri. Über seine priesterliche Ausbildung und seinen kirchlichen Werdegang liegen keine Erkenntnisse vor. Girolamo Pamphilj studierte Rechtswissenschaften und trat in die Dienste des Kardinals Pietro Aldobrandini ein. Papst Gregor XIII. (1572–1585) ernannte ihn zum Auditor und später zum Dekan der Rota Romana, des höchsten päpstlichen Gerichtshofs.
Im Konsistorium vom 6. Juni 1604 erhielt er von Papst Clemens VIII. den Kardinalshut und wurde Kardinalpriester der Titelkirche San Biagio dell’Anello. Er nahm am ersten Konklave von 1605 teil, auf dem Papst Leo XI. gewählt wurde, und kurz darauf am zweiten Konklave desselben Jahres, aus dem Paul V. als Papst hervorging. Von 1605 bis 1610 war er Kardinalvikar des Bistums Rom.
Girolamo Pamphilj starb am 11. August 1610 und wurde in der römischen Titelkirche Santa Maria in Vallicella beigesetzt. Sein Neffe Giovanni Battista Pamphilj (1574–1655) wurde ebenfalls Kardinal und 1644 als Innozenz X. zum Papst gewählt.